# Roswitha Esser
Roswitha Esser (n. 18 ianuarie 1941, Bad Godesberg, Statul Liber Prusia⁠(d), Germania) este o canoistă germană, medaliată olimpică. A participat la 3 ediții ale Jocurilor Olimpice (1964, 1968, 1972) în care a câștigat două medalii de aur.